# 2008年夏季奥林匹克运动会斐济代表团
2008年夏季奥林匹克运动会斐濟代表团会参加2008年8月8日至24日在中国北京主办的第29届夏季奥运，代表团有6人，參與5個項目。

## 田徑
- Makelesi Bulikiobo
- Niko Verekauta

## 柔道
- Sislia Rasokisoki（女子70公斤級）

## 射擊
- Glenn Kable

## 游泳
- Carl Probert

## 舉重
- Josefa Vueti（男子77公斤級）